# Lo fingido verdadero
Lo fingido verdadero es una comedia en tres actos de las llamadas comedias de santos, del dramaturgo del Siglo de Oro, Lope de Vega. 
Publicada en la Décima sexta Parte de las Comedias de Lope de Vega Carpio en 1620, Lope lo dedica a Tirso de Molina, considerado su discípulo, así: «Al Presentado fray Gabriel Téllez, religioso de Nuestra Señora de la Merced, Redención de cautivos».
Aunque consta su fecha de publicación, existen discrepancias acerca de la fecha en la que la escribe. Según Morley y Bruerton, es hacia 1608, mientras Sáinz de Robles lo data entre 1604 y 1618.
Ambientada en la Antigua Roma, gira alrededor de Ginés, aún un actor pagano que se convierte más tarde en mártir, y es una reflexión sutil sobre la interacción de la realidad y su representación.

## Otros usos
En alusión a la obra de Lope, de octubre de 2006 a enero de 2007, el Museo del Prado usó del título para una exposición especial organizada en torno a cuarenta bodegones de diecinueve pintores españoles, de principios del siglo XVII hasta mediados del XIX, e incluyendo la obra maestra Bodegón con alcachofas, flores y recipientes de vidrio (1627), de Juan van der Hamen, que el Ministerio de Cultura adquirió a mediados de 2006 tras su aceptación por parte del Ministerio de Hacienda como dación en pago de impuestos del banco BBVA.